# ایستگاه متروی آپمینستر بریج
ایستگاه متروی آپمینستر بریج (انگلیسی: Upminster Bridge tube station) یکی از ایستگاه‌های خط ناحیه متروی لندن است.
این ایستگاه که در منطقه هیورینگ لندن قرار دارد در سال ۱۹۳۴ میلادی تأسیس شده است.